# Die Stunde der Wahrheit
Die Stunde der Wahrheit ist eine  deutsche Fernsehshow, die von 1999 bis 2003 in Potsdam produziert wurde. Sie wurde freitags von 20.15 Uhr bis 21.15 Uhr auf dem Privatsender Sat.1 ausgestrahlt. Der Moderator dieser Sendung war Christian Clerici. Etwa einen Monat vor Produktionsende versetzte die damalige PR-Redakteurin Birgit Borchert die Show auf 18 Uhr. Das Konzept basiert auf der japanischen Fernsehshow Happy Family Plan, die von April 1997 bis September 2000 bei TBS Television lief.

## Konzept
Eine Woche vor der Sendung wurde eine Familie bei sich zu Hause von einem Kamerateam besucht. Eines der Familienmitglieder, entweder Mutter oder Vater, bekam eine meist knifflige Aufgabe gestellt, welche es in dieser Woche bis zur Sendung zu beherrschen galt. Dies waren zum Beispiel Denk- oder Sportaufgaben. Zudem bekam die Familie einen Camcorder ausgehändigt, um die Woche in Form eines Tagebuches festzuhalten. Das Video wurde dann zu Anfang jeder Sendung gezeigt. In der Sendung musste diese Aufgabe dann vor dem Publikum gekonnt präsentiert werden. Jedes der Familienmitglieder durfte sich vor der Sendung einen Gegenstand wünschen, diese wurden zu Anfang einer Sendung ins Studio gefahren. Allerdings durfte die Familie ihre Geschenke nur bekommen, wenn die Aufgabe von Mutter oder Vater gelöst wurde. Mindestens 2× spielte die gesamte Familie um die Preise (Tischtennis, Douple Dutch).

## Einschätzung
Die Webseite Gameshow Kult bezeichnet die Show als „mäßig unterhaltsame Familienshow“, die durch „Clerici zwar nett, aber nicht spannend präsentiert“ würde. In der Gesamtbewertung erhielt die Show die Hälfte der Punkte.